# المجلس الأمريكي للعلوم والصحة
المجلس الأمريكي للعلوم والصحة  (ACSH) منظمة غير ربحية للدعوة تأسست في عام 1978 من قبل  إليزابيث ويلان.
وتركز منشورات الرابطة على الدعوة المتعلقة بالغذاء والتغذية والصحة والمواد الكيميائية والمستحضرات الصيدلانية والأحياء والتكنولوجيا الحيوية والأمراض المعدية والبيئة.  

## التاريخ
تأسس المجلس الأمريكي للعلوم والصحة (ACSH) في عام 1978 من قبل إليزابيث ويلان.[بحاجة إلى الاقتباس] في السبعينات، قال علماء ACSH إنهم كانوا مهتمون بما وصفوه بعدم وجود أساس علمي سليم، الحس السليم، العقل، وبدأ التوازن في المحافل العامة والسياسة العامة فيما يتعلق بقضايا مثل الصحة والبيئة في إصدار بيانات خاصة بها في مجال السياسات.  في عام 1981، قررت ACSH البدء في الحصول على بعض التمويل من الشركات، ولكن ليس لمشاريع أو برامج محددة، فقط من أجل الدعم العام.  على مر السنين، شملت مقالاتهم مواضيع مثل  إدارة الغذاء والدواء الأمريكية (FDA)، والسمنة، ورهاب الكيمياء، الفثاليت، ثنائي كلورو ثنائي فينيل ثلاثي كلورو الإيثان،  تصديع مائي،  السجائر الإلكترونية، كائنات معدلة وراثيا، الأترازين وبيسفينول A. تقول ويلان إنها كانت متحمسة لتأسيس المجلس الأمريكي للعلوم والصحة بعد إجراء بحث لشركة الأدوية بيفيزار حول قسم من تعديل المضافات الغذائية لعام 1958 لحظر بعض المواد الكيميائية من الأطعمة. مع مزيد من البحث، قالت إنها وجدت أن الخطاب العام والسياسة العامة كانا معاديين للعلاج الكيميائي. تحدى كتابها الأول «الذعر في الخزانة» (1976) الفكرة التي كانت شائعة في السبعينيات مفادها أن «الطبيعي» كان أفضل وأن «الكيماويات» كانت خطيرة.
في عام 1978، جنبا إلى جنب مع فريدريك ستاري، مؤسس قسم التغذية في جامعة هارفارد، دعت ويلان 50 عالمًا إلى «إيصال رسالة العلوم السليمة إلى المستهلكين، عبر وسائل الإعلام»  في «اتحاد تعليم المستهلك». جاء دعمهم المالي الأول من مؤسسة سكيف ومؤسسة جون إم أولين. بحلول عام 2003، انضم ما يقرب من 400 عالم إلى ACSH.
توفيت ويلان في سبتمبر 2014. تم استبدالها بالكاتب العلمي هانك كامبل في يوليو 2015. أصبح توم جولاب رئيسًا في أغسطس 2019. [بحاجة لمصدر]

## الدعوة إلى القضايا

### المواد الكيميائية في البيئة
كثيرًا ما يدعو المجلس إلى عدم تنظيم المواد الكيميائية دون إثبات علمي للضرر.في افتتاحية 2009 من قبل عضو مجلس إدارة هنري ميلر في صحيفة أعمال المستثمر انتقدت وكالة الحماية البيئة الأمريكية (EPA)توظيف مبدأ الحيطة لتنظيم المواد الكيميائية مثل ثنائي الفينول-A ، الفثاليت، مثبطات اللهب، ومبيدات الأعشاب الأترازين والمواد الكيميائية الفلورية المستخدمة في صنع تيفلون، ووصف جميع هذه العناصر بأنها «هامة وآمنة بشكل واضح».
في فبراير 2009، فرض قانون تحسين سلامة المنتجات الاستهلاكية لوائح لعدة مواد وحظرت تصنيع منتجات متعددة للبيع أو التوزيع في التجارة أو استيراد أي لعبة أطفال أو مادة لرعاية الأطفال تحتوي على «تركيزات تزيد على 0.1 في المائة من» مادة الفثاليث (DEHP)، ثنائيات ثنائي بوتيل (DBP)، أو بنزيل بيثيل فثالات (BBP). نشر مايكل كامرين، الذي كان في مجلس المستشارين العلميين والسياسات في ACSH ، مراجعة نقدية في عام 2009 في مجلة علم الاجتماع والصحة البيئية ، قائلاً إن الفثالات آمنة. تمتد دعوة ACSH بشأن هذه القضية إلى عام 1999، عندما عملت مع جراح الولايات المتحدة السابق جيم إيفرت كوب للدعوة عن العنصر المستخدم في العديد من البلاستيك اللين.

## روابط خارجية
- الموقع الرسمي
- مقطع عرض يومي عن البستنة العضوية يضم ممثل ACSH
- الملف التنظيمي - المركز الوطني للإحصاءات الخيرية (المعهد الحضري)